# ایندیا تودی
ایندیا تودی (به انگلیسی: India Today) (به انگلیسی: India Today) (به معنی هند امروز) یک مجلهٔ خبری دوهفتگی به زبان انگلیسی. و نیز یک کانال تلویزیونی خبری است.

## تاریخچه
ایندیا تودی در سال ۱۹۷۵، توسط ویدیا ویلاس پوریی (Vidya Vilas Purie) دارندهٔ مطبوعات تامپسون هند (Thompson Press)، همراه با دخترش مادو تِرَهان به عنوان سردبیر، و پسرش آرون پوریی به عنوان ناشر آن، تأسیس شد. در حال حاضر، ایندیا تودی به زبان‌های هندی، کانارا، تامیل، مالایالام و تلوگو نیز انتشار می‌یابد. همچنین کانال «خبرهای هند امروز» در ۲۲ مهٔ ۲۰۱۵ راه اندازی شده‌است.

در اکتبر سال ۲۰۱۷، آرون پیوری، سرپرستی و کنترل «گروه ایندیا تودی» را به دخترش، کالی پوریی، واگذار کرد.

## سیاست و خط مشی
مخاطبان اصلی ایندیا تودی، نخست خوانندگان خارجی هستند. این مجله می‌کوشد با نشان‌دادن تغییرات انجام شده پیش‌فرض‌های موجود در مورد هند را در اذهان خارجیان تغییر دهد. این مجله اخبار سیاسی، اجتماعی، اقتصادی، علمی، هنری و غیره را، در هر دو سطح ملی و بین‌المللی پوشش می‌دهد. نوشته‌های کارشناسان در این زمینه‌ها، مجله را موفق به جذب گستردهٔ خوانندگان و کسب شهرت جدی برای خود کرده‌است.

## شمارگان
این مجله هنگام راه‌اندازی با انتشار ۵۰۰۰ نسخه کار خود را آغاز کرد و شمارگان آن در سال‌های ۲۰۰۰ به بیش از یک میلیون نسخه رسید. در سال ۲۰۰۹، نسخهٔ انگلیسی ایندیا تودی توسط (Readership India)؛ سازمان نظرسنجی خوانندگان هند (IRS)، بزرگ‌ترین مؤسسهٔ تحقیق در زمینهٔ مطالعهٔ خوانندگان مستمر، به عنوان پرخواننده‌ترین نشریهٔ هفتگی در هند خوانده شد.